# Amore Vero
Принцесса Ольга (англ. St. Princess Olga), переименована в «Amore Vero» (с итальянского: «Настоящая любовь») — суперъяхта длиной 85,6 метра (размером почти с футбольное поле).
Построена в 2012 году в городе Алблассердам на частной судостроительной верфи OCEANCO. На 2016 год входила в сотню самых больших яхт в мире (72-е место); стоимость яхты составляет около 190 миллионов долларов; предложения по аренде яхт, подобных этой, начинаются от 1 млн долларов в неделю.
Проект Y708:
корпус стальной, внутренние переборки и наборы — алюминий; две основные силовые установки MTU 20V 4000 M73L мощностью 3600 кВт (4930 л. с.) при 2050 об/мин; максимальная скорость 20 узлов.
На верхней палубе расположены две VIP-каюты — каждая со стационарным балконом, который может быть расширен с помощью отдельных откидных фальшбортов. В центральной части судна, где движение яхты ощущается минимально, предусмотрены четыре просторные каюты. На корме расположена официальная обеденная зона, а в носовой части — каюта капитана, судовая канцелярия и каюты для пяти членов экипажа. На яхте есть лифт, предусмотрен просторный гараж, способный в случае необходимости вместить два крупных катера, катер на водных лыжах длиной 6 метров (19,68 фута), а также снаряжение для водного спорта и техническое оборудование.
Внешний вид судна разработал дизайнер из Италии Игорь Лобанов, а интерьер — итальянец Альберто Пинто.
Помещения на яхте:
- Бассейн (на корме), который также является вертолётной площадкой;
- Джакузи (на верхней палубе);
- SPA – комната.

## Владельцы
В 2016 году «Новая газета» опубликовала материал, в котором называла супругов Сечиных владельцами яхты. В частности, название корабля отсылает к имени Ольги Рожковой, которая ранее работала секретаршей в аппарате правительства, и была на тот момент второй супругой Игоря Сечина. Были не только предоставлены фото, которые во многом напоминают яхту, но и геолокация фото совпадала с маршрутом яхты.
Ольга Рожкова в 2011 году сменила фамилию на Сечину и в материале приведены фотографии от 27 августа 2014 года, где Ольга Сечина отдыхала с подругой возле круглого джакузи, окружённого белыми диванами на яхте. 5 июля 2015 года она опубликовала ещё фото: тоже на палубе возле бассейна, а ещё одно фото, размещённое 1 августа в том же антураже. Геотеги с фотографий Сечиной также совпадают с маршрутом яхты «Святая принцесса Ольга». В статье приведены многие другие подтверждения принадлежности от 4 мая 2015, 19 июля 2015, 13 и 14 июля 2016 года и так далее. Совпадения публикаций фото и маршрута яхты случались не один раз, а непрерывно в течение трёх лет.
После публикации Сечин подал иск и добился признания российским судом этих данных порочащими честь Игоря Сечина.
В середине 2017, вскоре после развода супругов, произошедшего 12 мая 2017, года яхта была переименована в «Amore Vero» (Настоящая любовь).
28 февраля 2022 года Игорь Сечин был внесен в санкционный список в связи с вторжением России на Украину. 3 марта французские власти арестовали яхту «Amore Vero» в порту Ла-Сьота, пояснив, что яхта принадлежит «компании, где основной акционер Игорь Сечин».